# Wunderbare Reise des kleinen Nils Holgersson mit den Wildgänsen (Zeichentrickserie)
Wunderbare Reise des kleinen Nils Holgersson mit den Wildgänsen (jap. ニルスのふしぎな旅, Nirusu no fushigi na tabi, „Nils’ wundersame Reise“), bekannter als Nils Holgersson, ist eine Anime-Serie aus dem Jahre 1980, die auf dem Roman Die wunderbare Reise des kleinen Nils Holgersson mit den Wildgänsen der schwedischen Schriftstellerin Selma Lagerlöf basiert.

## Handlung
Auf einem kleinen Bauernhof ganz im Süden von Schweden lebt der 14-jährige Nils Holgersson. Nils bereitet seinen Eltern großen Kummer, weil er faul und bösartig ist: unter anderem quält und scheucht er ständig die Tiere auf dem Hof. Seinen kleinen Hamster Krümel vernachlässigt er, oder hänselt auch ihn regelmäßig. Eines Sonntags im März weigert sich Nils mal wieder, seinen Eltern in die Kirche zur Predigt zu folgen. Zur Strafe bekommt er Stubenarrest und muss die Hauspostille lesen. Allein zuhause, entdeckt Nils ein unvorsichtiges Wichtelmännchen und fängt es in einem Schmetterlingsnetz. Als der Junge den Wichtel erpressen will, obwohl Letzterer schon eine Goldmünze als Lösegeld angeboten hatte, wird Nils zur Strafe selbst in einen kleinen Wichtel verwandelt. Allerdings wird auch Krümel versehentlich mitverzaubert. Den Tieren auf dem Hof ist Nils’ Strafe nicht entgangen und sofort wollen sie sich, von Rache getrieben, an dem Jungen vergreifen.
Der zahme, weiße Ganter Martin will sich zur selben Zeit den Wildgänsen anschließen, die in diesen Tagen über die Ostsee kommen und zu ihren Brutgebieten in Lappland fliegen wollen. Die Wildgänse und auch die Hoftiere brechen in schallendes Gelächter aus, als Martin die Wildgänse bittet, ihn mitzunehmen. Als Martin trotzig abhebt, klammern sich Nils und Krümel an dessen Gefieder, um den rachsüchtigen Hoftieren zu entkommen. Die Wildgänse sind empört über die ungefragte Mitreise von Martin: Hausgänse gelten bei Wildgänsen als unter ihrer Würde. Auch die Anführerin des Vogelzugs, die alte und ehrwürdige Akka von Kebnekaise, ist zunächst sehr dagegen, dass Martin, Nils und Krümel mitfliegen. Martin muss der Gänseschar also unter großen Mühen beweisen, dass er der Gruppe nicht zur Last fällt und die Reise vollständig bestehen kann. Martin seinerseits ist nachtragend gegenüber Nils, war er doch von dem Jungen oft schikaniert worden. Nach anfänglichen Auseinandersetzungen aber willigt Martin ein, Nils mitzunehmen. Da Nils als Wichtel alle Wild- und Haustiere verstehen kann, wird ihm nach und nach bewusst, dass auch Tiere Gefühle, ein Herz und Verstand haben.
Zur gleichen Zeit ist der gefräßige und kluge, aber meist glücklose Rotfuchs Smirre Akkas Reisegruppe auf den Fersen. Smirre will um jeden Preis eine der Wildgänse schnappen, aber er hat nicht mit Nils gerechnet. Nils trickst Smirre immer wieder geschickt aus und warnt die Gänseschar vor drohenden Angriffen. Dies verschafft dem Jungen schließlich Anerkennung und sogar Dankbarkeit bei den Wildgänsen. Während der Weiterreise rettet Nils einige in Not geratene oder verletzte Tiere und er lernt eine Menge über Schwedens Natur. Krümel unterstützt Nils dabei und dient nicht selten als Vermittler zwischen menschenscheuen Tieren und dem Jungen. Eines Abends belauscht Nils eher unfreiwillig ein Gespräch zwischen Akka und dem Wichtel vom Hof seiner Eltern. Sehr zu Nils Bestürzung ist der Wichtel noch immer böse auf den Jungen und weigert sich, Nils schon jetzt zurück zu verwandeln. Nun ist es an Martin und Akkas Gruppe, Nils zu trösten. Dem Jungen bleibt keine andere Wahl, als mit den Gänsen weiterzureisen. Smirre ist schadenfroh darüber und versucht, Nils loszuwerden, damit er endlich seinen erhofften Gänseschmaus bekommt.
Im Herbst kehrt Nils mit den Wildgänsen aus Lappland zurück. Bevor sie über die Ostsee nach Pommern fliegen, schleichen sich Nils, Krümel und Martin auf den Hof von Nils’ Eltern, die vom Kummer um ihren verschwundenen Sohn gezeichnet sind. Sie fangen den Gänserich und sind erleichtert, dass ihr Sohn bei seiner Flucht wenigstens nicht noch den Gänserich gestohlen hat, wie sie geglaubt hatten. Nun wollen sie ihn anlässlich des bevorstehenden Martinstags schlachten. Doch Nils will nicht zulassen, dass Martin, der mittlerweile sein bester Freund geworden ist, getötet wird. Er besiegt seine Scham, dass er nur ein Wichtelmännchen ist, tritt mutig dazwischen und wird in diesem Augenblick wieder ein Mensch.

## Figuren

### Hauptfiguren
- Nils Holgersson: Ist ein 14-jähriger Junge mit strohblonden, glatten und etwa backenlangen Haaren. Er ist sehr schlank und trägt eine große, rote Zipfelmütze mit silberner Trillerpfeife an der Spitze, ein vergissmeinnichtblaues Hemd und darüber eine ärmellose, rotbraune Lederweste. Seine etwas zu kurze Hose ist dunkelblau, seine Schuhe sind traditionelle Holzschuhe (sogenannte Klotschen). Nils ist zu Beginn der Serie äußerst faul und von boshafter Natur: er widersetzt sich seinem Vater und gibt seiner Mutter respektlose Widerworte, außerdem schwänzt er regelmäßig die Andachten der örtlichen Kirche. Dass er die Hoftiere misshandelt, lässt auf einen ausgeprägten Mangel an Disziplin und Mitgefühl schließen. Laut einer Aussage seiner Mutter war Nils aber nicht immer so und es bleibt unklar, was genau Nils hat bösartig werden lassen. Bei den wenigen Nachbarskindern der Umgebung scheint er nicht sehr beliebt zu sein. Erst die Verwandlung durch das Wichtelmännchen und die anschließende Reise mit den Wildgänsen bekehren den Jungen.
- Krümel (eigentlich Karotte): Ist der Hamster, den Nils von seinen Eltern geschenkt bekommen hatte. Die Serie lässt offen, ob es sich um einen echten Feldhamster, oder um einen Haushamster handelt. Krümel ist pummelig und hat ein orange-braunes Fell mit fast weißer Unterseite und weißen Hinterpfoten. Der Hamster ist gutmütig und einer der Wenigen, die durchweg nett zu Nils sind, obwohl auch er unter Nils’ Nachlässigkeit und Streichen zu leiden hat. Krümel dient besonders in der ersten Hälfte der Serie als eine Art lebendiges Gewissen für Nils, außerdem kann der Hamster mit den Tieren kommunizieren und zwischen ihnen und Nils vermitteln. Obwohl er Nils dessen schlechte Pflege gelegentlich nachträgt, reagiert Krümel gleichwohl entsetzt auf die Rachsucht der Hoftiere. Krümels Rolle kommt im Originalroman nicht vor und wurde eigens für die Serie konzipiert.
- Martin: Ist der schneeweiße Gänserich, der auf dem Bauernhof der Holgerssons lebt. Er ist etwas einfältig und behäbig, aber auch sehr ehrgeizig. Martins Charakter zu Beginn der Serie unterscheidet sich deutlich von seinem Vorbild im Roman: im Roman nimmt Martin Nils noch ein wenig in Schutz vor den Hoftieren, in der Anime-Serie hingegen erteilt er dem Jungen eine bittere Lektion, als er Nils dazu zwingt, ihn und ein paar Hühner auf einem kleinen Karren zu ziehen. Martin weigert sich zunächst, Nils und Krümel mitzunehmen, später aber sieht er ein, dass Nils sich gebessert hat und fängt sogar an, den Jungen zu mögen. Während der Reise verliebt Martin sich in eine Graugansdame namens Daunenfein und hat später vier Kinder mit ihr.
- Akka von Kebnekaise: Sie ist die Anführerin des Vogelzuges, dem sich Martin, Nils und Krümel anschließen. Akka ist eine Wildgans (genauer: eine Kanadagans), sie ist ungewöhnlich alt, weise und erfahren. Sie und ihre Gruppe werden in ganz Schweden und Lappland geachtet und respektiert. Zu Beginn der Reise ist sie noch strikt dagegen, Martin und seine Begleiter mitzunehmen, denn Hausgänse gelten bei Wildgänsen als verweichlicht und gefräßig. Akkas Gruppe protestiert zunächst energisch (besonders die Brüder Gunnar und Lasse), weil sie befürchtet, dass Martin dem Vogelzug ob seiner Unerfahrenheit zur Last fallen und durch Ungehorsam in Gefahr bringen könnte. Erst die beherzte und aufmunternde Rede der Wildgansdame Ingrid kann die Gruppe milde stimmen. Weil Martin während der ersten Flugetappe beweisen konnte, dass es ihm ernst ist und er wirklich mit nach Lappland fliegen möchte, stimmt Akka schließlich einer Mitnahme doch zu. Im Verlauf der Serie lässt sich Akka von Martin überzeugen und auch an Nils findet sie bald Gefallen. In der letzten Folge ist sie die Einzige, die Nils trotz seiner Rückverwandlung zum Menschen wiedererkennt und sich von ihm verabschiedet.
- Smirre: Ist ein Rotfuchs und der Haupt-Antagonist der Serie. Zwar kommt seine Rolle auch im Originalroman vor, doch wurde sie für die Animeserie stark erweitert. Er ist klug, erfahren und ehrgeizig, allerdings scheint er selbst bei den meisten Artgenossen unbeliebt zu sein, denn er gilt weithin als egoistisch und unehrlich. Smirre scheint mit Akkas Gruppe vertraut zu sein, beide Seiten erkennen einander sofort wieder. Diesmal hat Smirre jedoch großes Pech, denn er weiß noch nicht, dass ein wichtelgroßer Nils Akkas Vogelzug begleitet. Nils’ silberne Trillerpfeife ist nicht nur äußerst unangenehm für Smirres empfindliches Gehör, sie weckt auch die Wildgänse auf. Aus diesem Grund macht Smirre es sich zur Aufgabe, Nils zu beseitigen. Er verbündet sich sogar mit einem Marder und einem Otter, doch halten die Bündnisse nicht lange. Gegen Ende der Serie verliebt er sich in eine Fähe und verabschiedet sich von Nils.

### Wichtige Nebenfiguren
- Das Wichtelmännchen: Ist, neben Nils’ Eltern, die wichtigste Nebenfigur der Serie. Der Wichtel wird hier als etwa kniehoch, anthropomorph und zierlich beschrieben. Er erscheint in Gestalt eines alten, weißhaarigen Greises mit großem Schnauzbart, der einen großen, dunkelblauen Spitzhut, eine dunkelblaue Weste über einem roten Wams und eine kastanienfarbene Ballonhose trägt. Seine Spitzschuhe sind schwarz. In der schwedischen und norwegischen Folklore sind Wichtel unter der Bezeichnung Tomte bekannt. Sie werden als zauberkundige Wesen mit übernatürlich hoher Lebensspanne dargestellt. Ihr Charakter wird oft als launisch und von Misstrauen geprägt umschrieben. Normalerweise geben sie gut darauf Acht, vom Menschen nicht entdeckt zu werden. Werden sie vom Menschen freundlich und respektvoll behandelt, bringen sie dem Hausstand, in dem sie (oft heimlich) unterkommen, Glück und Wohlstand. Werden sie hingegen respektlos und grob behandelt, können sie der Folklore nach ziemlich rachsüchtig und nachtragend reagieren. Nils bekommt den Jähzorn des Wichtels deutlich zu spüren und es kostet den Tomte einiges an Überzeugung und Überwindung, den Jungen wieder zurück zu verwandeln. Allerdings widerspricht die Weigerung des Wichtels in der Animeserie, Nils frühzeitig zurückzuverwandeln, der Romanvorlage: dort bietet der Wichtel während der Reise dem Jungen die Rückverwandlung freiwillig an und Nils lehnt energisch ab.
- Nils’ Eltern: Die Eltern von Nils leben vom gemeinsamen Bauernhof und scheinen auch etwas Ackerland zu besitzen. Wirklich arm sind sie nicht, aber wohl auch nicht besonders reich. Sie sind jedoch offenbar sehr fromm und gehen regelmäßig zur Predigt in der nahegelegenen Kirche. Der Vater scheint außerdem auch Jäger zu sein, er besitzt mehrere Jagdgewehre und einen Apportierhund. Die Mutter scheint sich um den Hausunterricht und die Tierfütterung zu bemühen. Beide Eltern sind mit Nils offenbar überfordert und voller Sorge und Kummer über dessen garstiges Benehmen. Wirklich bestraft wird der Junge augenscheinlich jedoch nie, was eventuell Nils’ Ungezogenheit (unbeabsichtigt) gefördert haben mag. Die Eltern sind jedoch von Herzen froh und erleichtert, als Nils gegen Ende der Serie heil und gesund nach Hause zurückkehrt und noch glücklicher sind sie darüber, dass er sich zum Guten gebessert hat.
- Asa und Maats: Sind Geschwister und wohnen auf einem nahegelegenen Bauernhof. Asa ist 13 Jahre alt und hat langes, dunkelblondes Haar, das zu zwei Zöpfen geflochten ist. Sie trägt ein graues Einteilerkleid und darüber eine rote Jacke. Maats ist 9 Jahre alt, er hat kurzes, dichtes und dunkelblondes Haar, Sommersprossen und er wirkt stets etwas kränklich. Er trägt einen anthrazitfarbenen Schlapphut, eine anthrazitfarbene Jacke und einen beigefarbenen Schal. Seine Hose ist graublau und weist einen großen, dunklen Flicken über dem linken Knie auf. Die Kinder sind auf der Suche nach ihrem Vater und haben sich deshalb eigenmächtig auf eine gefährliche Reise durch Schweden gemacht. Nils begegnet ihnen zwei Mal und hilft ihnen stets aus einer misslichen Lage. Asa und Maats kommen auch im Originalroman vor, dort allerdings spielen sie die Hauptrolle in einer ausschweifenden Rahmenhandlung. In der Animeserie wurde ihr Auftritt sehr stark verkürzt. Zum einen, weil es sonst die Produktionskosten und den Zeitrahmen gesprengt hätte und zum anderen, weil das Thema der Hintergrundgeschichte um Asa und Maats (nämlich Tuberkulose und Tod) zu düster für eine Kinderserie war.
- Ermenrich: Ist ein gutmütiger und etwas einfältiger, aber aufmerksamer und ehrlicher Klapperstorch, der auf einem Schornstein des Elternhauses der Holgerssons ein Nest bezogen hat. Er scheint zeitlebens Junggeselle zu sein. Er kennt das Wichtelmännchen und Akka sehr gut, ist auch mit dem Abenteuer um Nils vertraut und versucht hin und wieder sogar, das Wichtelmännchen gnädig zu stimmen. Er hilft Nils mehrmals aus misslichen Lagen und zeigt dem Jungen die Häfen und Buchten von West-Schweden. Er kehrt auch mit Nils und den Wildgänsen zum Bauernhof der Holgerssons zurück und beschließt, dort zu bleiben.

## Entstehung und Ausstrahlungen
Narumitsu Tagushi schrieb das Drehbuch zur Serie und nahm dabei einige Änderungen an der ursprünglichen Handlung des Romans vor. Beispielsweise fügte er neue Figuren wie den Hamster „Krümel“ ein; Krümel erwähnt im Laufe der Serie seinen richtigen Namen („Karotte“) zwei Mal, nämlich in Daunenfein und Walpurgisnacht. Wie bereits erwähnt, wurde die Rolle des Fuchses „Smirre“ stark erweitert.
Das Zeichentrickstudio Studio Pierrot animierte die aus 52 Episoden bestehende Serie. Das österreichische Produktionsstudio Apollo Film und das japanische Studio Gakken produzierten den Anime mit. Regie führte Hisayuki Toriumi, bei einigen Episoden fungierte auch Mamoru Oshii als Regisseur. Oshii wurde später durch Filme wie Ghost in the Shell bekannt. Die Figuren gestaltete Toshiyasu Okada, der diese Funktion unter anderem auch bei den Anime-Serien Dallos (1983) und Area 88 (1985) ausübte. Mami Koyama sprach in der japanischen Originalfassung die Rolle des Nils. Die Musik der deutschen Fassung komponierte Karel Svoboda.
Von Januar 1980 bis März 1981 wurde die Serie auf dem japanischen Fernsehsender NHK erstausgestrahlt. In den folgenden Jahren lief sie auch in Deutschland, Österreich, Polen, den Niederlanden, Italien, Griechenland, Frankreich, Schweden und Ungarn. In Deutschland wurde sie erstmals vom 29. August 1981 bis zum 2. Oktober 1982 in den Regionalprogrammen Bayern, Hessen und Südwest der ARD gezeigt. Von Juni 2003 bis April 2004 erschien die vollständige Serie in Deutschland auf zwölf DVDs. In der deutschen Fassung sprach Philipp Brammer Nils und Helga Anders Krümel. Die Wildgans Akka wurde von der UFA-Schauspielerin Mady Rahl gesprochen.

## Episodenliste

### Reihenfolge
Gegenüber der japanischen Produktionsreihenfolge wurde die Reihenfolge der Episoden bei der deutschen Bearbeitung teils deutlich umgestellt. Insbesondere in den Folgen Bataki in der Falle und Der Schmied von Dalarna fällt die geänderte Reihenfolge auf, wenn die jungen Gänse mitfliegen, die erst im späteren Sommer zur Welt kommen. Die Tabelle vergleicht die Originalreihenfolge mit der bekannten deutschen Serienreihenfolge:
| Original# | Japanischer Titel         | Deutscher Titel                 | Deutsch# |
| --------- | ------------------------- | ------------------------------- | -------- |
| 1         | わんぱくニルス            | Das Wichtelmännchen             | 1        |
| 2         | 小さくなったニルス        | Der Ruf der Wildgänse           | 2        |
| 3         | がちょうに乗って          | Der Fuchs Smirre                | 3        |
| 4         | 森のリスのSOS             | Die Eichhörnchenkinder          | 4        |
| 5         | モルテンの大ピンチ        | Das Schloss Vittskövle          | 5        |
| 6         | 鳥の体力テスト            | Das Spiel der Wildgänse         | 6        |
| 7         | ネズミの戦い              | Schloss Glimminge               | 8        |
| 8         | ツルの舞踏会              | Das Frühlingsfest der Tiere     | 9        |
| 9         | はらぺこニルス            | Im Regenwetter                  | 7        |
| 10        | レックスの悪だくみ        | Die Nacht am Ronneby-Fluss      | 11       |
| 11        | あるく銅像                | Karlskrona                      | 10       |
| 12        | モルテンの初恋            | Daunenfein                      | 12       |
| 13        | 地獄谷の羊たち            | Das Höllenloch                  | 13       |
| 14        | 月夜に浮かぶ幻の街        | Die versunkene Stadt            | 15       |
| 15        | 欲ばりカラスと金貨のつぼ  | Der Schatz von Sunnerbo         | 16       |
| 16        | カラスのボスを決めろ      | Fummle-Drummle                  | 17       |
| 17        | おとりにされた子ガモ      | Jarrow, der Lockvogel           | 18       |
| 18        | 湖がなくなる              | Der große Vogelsee              | 19       |
| 19        | あまえん坊の子ジカ        | Graufell                        | 20       |
| 20        | ヘビの仕かえし            | Die Natter Hilflos              | 21       |
| 21        | お天気魔女のいたずら      | Die Wetterhexe                  | 14       |
| 22        | 森を追われるふたごのクマ  | Bei den Bären                   | 23       |
| 23        | 大洪水 白鳥の湖           | Der Schwanenkönig               | 26       |
| 24        | くたばれレックス 番犬作戦 | Der Kettenhund                  | 30       |
| 25        | 空からの救えん隊          | Uppsala                         | 24       |
| 26        | 嵐の日の出来事            | Der hartherzige Bauer           | 22       |
| 27        | モルテンの婚約            | Flügelschön und Goldauge        | 29       |
| 28        | 街角でうたうニルス        | Der Geiger Clement              | 31       |
| 29        | 捕われのオオワシ          | Der Adler Gorgo                 | 32       |
| 30        | 焼きたてのパンの味        | Hunger                          | 33       |
| 31        | 森の妖怪                  | Die Neujahrsnacht der Tiere     | 34       |
| 32        | 危いニルス 山火事だ       | Der Waldbrand                   | 35       |
| 33        | 五羽のていさつ隊          | Der Streit der Vögel            | 36       |
| 34        | 太陽と氷の精の戦い        | Der grosse Versteinerer         | 37       |
| 35        | 父をさがすガチョウ番の子  | Asa und Maats                   | 38       |
| 36        | 鳥たちの恋                | Frühling in Lappland            | 39       |
| 37        | しんまいパパのモルテン    | Das gestohlene Gänsekind        | 40       |
| 38        | 日が暮れないラプランド    | Sommer in Lappland              | 41       |
| 39        | あとを追わないでゴルゴ    | Abschied von Gorgo              | 43       |
| 40        | オオカミのしゅうげき      | Die Finnen-Malin                | 42       |
| 41        | 湖の火まつり              | Walpurgisnacht                  | 25       |
| 42        | 森をつくった大男          | Asa Thor und die Riesen         | 47       |
| 43        | ニルスの子守              | Abenteuer in der Höhle          | 45       |
| 44        | 閉じこめられたバタキ      | Bataki in der Falle             | 27       |
| 45        | 満月のゆうれい屋敷        | Der verzauberte Garten          | 44       |
| 46        | 銀いろに光る海            | Der Handel mit den Möwen        | 46       |
| 47        | 村まつりのよびもの        | Der Schmied von Dalarna         | 28       |
| 48        | レックスの新しい旅立ち    | Abschied von Smirre             | 48       |
| 49        | 秘密を知ったニルス        | Eine schwere Entscheidung       | 49       |
| 50        | ガンのプレゼント          | Das Gold auf der Schäre         | 50       |
| 51        | なつかしいわが家へ        | Die Heimkehr                    | 51       |
| 52        | さようならアッカ          | Der Abschied von den Wildgänsen | 52       |

### Orte und Zusammenfassung
1. Das Wichtelmännchen: Nils fängt ein Wichtelmännchen und lässt es nicht frei, obwohl es ihm eine große Goldmünze anbietet. Da zaubert das Wichtelmännchen ihn und den Hamster Krümel klein wie Däumlinge. Dadurch kann Nils nun die Sprache der Tiere verstehen – und der Ärger nimmt seinen Anfang.
2. Der Ruf der Wildgänse: Die Tiere des Hofes wollen sich für die Streiche rächen und Nils bekommt Angst. Über dem Bauernhof kreisen unterdessen Wildgänse, die die Hausgänse verspotten und locken: „Fliegt mit nach Lappland!“. Der plumpe Gänserich Martin flattert ihnen hinterher und nimmt Nils und Krümel, die ihn halten wollten, mit sich.
3. Der Fuchs Smirre: Als der Fuchs Smirre die Wildgans Ingrid raubt, verfolgt ihn Nils und befreit sie. Damit beeindruckt er die Wildgänse und macht sich den Fuchs zum Feind.
4. Die Eichhörnchenkinder: Bei der Nahrungssuche entdeckt Nils ein gefangenes Eichhörnchen, dessen Junge allein im Wald geblieben sind. Nils sucht die Kleinen im Wald und bringt sie zu ihrer Mutter in den Käfig.
5. Das Schloss Vittskövle: Martin wird bei dem Versuch, Krümel zu befreien, gefangen und in die Schlossküche von Schloss Vittskövle gebracht. Nils gelingt es, Martin im letzten Augenblick vor dem Kochtopf zu retten.
6. Das Spiel der Wildgänse: Der Gänserich Gunnar, Stellvertreter von Akka, fordert einen Wettbewerb, um zu prüfen, ob Martin den Strapazen der Reise gewachsen ist. Martin löst die schwierigen Aufgaben mit Mühe.
7. Im Regenwetter: In einem Fahrradkorb gelangen Nils und Krümel in ein Bauernhaus, wo sie etwas zum Essen finden und anschließend mit Tinte herumklecksen.
8. Schloss Glimminge: Als die auf Schloss Glimminge lebenden letzten schwarzen Ratten von Schweden unterwegs zum Kullaberg sind, beschließen die grauen Ratten, das Schloss anzugreifen, um in den Besitz der dortigen Getreidevorräte zu kommen. Akka und ihre Gänse versuchen, das Schloss zu verteidigen, aber erst Nils kann das Schloss befreien.
9. Das Frühlingsfest der Tiere: Beim Frühlingsfest auf dem Kullaberg darf kein Tier dem anderen etwas tun. Nur der Fuchs Smirre tanzt aus der Reihe.
10. Karlskrona: Karlskrona ist die erste Stadt, die Nils in seinem Leben sieht. Als er nachts die Stadt besichtigt und der Bronzestatue von König Karl XI. die Zunge herausstreckt, verfolgt ihn diese, und er muss sich in ein Schiffsmuseum flüchten, wo ein Modellschiff zum Leben erwacht. Währenddessen muss die Holzfigur Rosenbom dem König bei der Suche nach Nils helfen.
11. Die Nacht am Ronneby-Fluss: Die Wildgänse übernachten in einem engen Tal des Ronneby-Flusses, und Nils entdeckt bei der Wache, dass sich der Fuchs Smirre anschleichen will. Zu Nils’ Entsetzen ist Smirre diesmal nicht allein.
12. Daunenfein: Gänserich Martin verhält sich so ungewöhnlich, dass ihm Nils nachschleicht und entdeckt, dass er eine verletzte Gans namens Daunenfein mit Futter versorgt. Er renkt ihren Flügel wieder ein, und Daunenfein schließt sich den Wildgänsen an.
13. Das Höllenloch: Ein Sturm zwingt Akka, Schutz auf einer Felseninsel zu suchen. In der Höhle, in der sie Zuflucht suchen, sind auch Schafe, die nichts gegen ihre Angst vor Füchsen unternehmen. Nils wird wütend und bringt die Schafe dazu, sich gegen die Füchse zu wehren.
14. Die Wetterhexe: Nils ist neugierig auf die Wetterhexe Isätter-Kajsa und reizt sie so lange, bis sie ein gewaltiges Unwetter entfesselt.
15. Die versunkene Stadt: Der Storch Ermenrich zeigt Nils und Krümel in einer klaren Vollmondnacht die schöne verwunschene Stadt Vineta, die alle hundert Jahre für eine Stunde aus dem Meer auftaucht. Gerne hätte Nils die Stadt von ihrem Fluch erlöst, aber dazu braucht er Geld und Nils hat keines.
16. Der Schatz von Sunnerbo: Krähen haben nahe Sunnerbo einen Krug voller Münzen gefunden, den sie nicht aufbekommen. Der Fuchs Smirre rät ihnen, Nils zu zwingen, den Krug zu öffnen und ihn dann als Belohnung auszuliefern.
17. Fummle Drummle: Nachdem Nils den Krug mit den Goldmünzen geöffnet hat, stürzen sich die Krähen auf den Schatz, und er kann mit der Krähe Fummle-Drummle entkommen und ihn in einem verlassenen Bauernhäuschen verstecken. Aber der Fuchs zwingt die Krähen, nach Nils zu suchen.
18. Jarrow, der Lockvogel: Nachdem Nils wieder wohlbehalten bei den Wildgänsen angekommen ist, fliegen sie zum Tåkern-See, wo Nils Jarrow begegnet. Jarrow ist ein Lockvogel, der andere Vögel herlocken soll, damit die versteckten Jäger sie erschießen können. Er versucht, es immer zu verhindern, aber meistens klappt es nicht. Nils verhilft ihm zur Flucht.
19. Der große Vogelsee: Der kleine Junge Per-Ola, bei dem Jarrow gewohnt hat, folgt diesem in einem Boot, das aber ein Loch hat. Jarrow muss die Wildgänse darum bitten, dem Jungen zu helfen. Gemeinsam schieben sie das Boot ans sichere Ufer. Als Dank dafür versprechen die Eltern von Per-Ola, den Tåkern-See nicht trockenzulegen.
20. Graufell: Nils fliegt mit den Gänsen weiter zum Wald von Kolmården. Dort begegnet er durch Zufall einer Elchmutter, die ihr Kalb verloren hat. Die Menschen haben es gestohlen und halten es nun fest. Krümel, der das Kalb bei ihrer Ankunft von Martins Rücken aus gesehen hat, zeigt Nils den Weg. Nachdem sie Graufell davon überzeugen konnten, in die Freiheit abzuhauen, sehen sich Mutter und Kind endlich wieder.
21. Die Natter Hilflos: Ohne es zu beabsichtigen, hat Graufell den Gatten von Natter Hilflos zertrampelt. Nun sinnt diese auf Rache und gefährdet dabei den ganzen Wald.
22. Der hartherzige Bauer: Während einer sturmregnerischen Nacht bekommt Nils Besuch von einem Pferd, welches ihn um Hilfe bittet. Der Bauer will den Tieren keinen Unterschlupf geben. Auch als zwei kleine Mädchen um Unterschlupf bitten, lässt er sich nicht erweichen – bis eines das Leben der Bauernmutter vor einem umfallenden Baum rettet und sich dabei selbst verletzt.
23. Bei den Bären: Während eines wilden Fluges fällt Nils von Martins Rücken und landet in den Händen einer Bärenfamilie. Die Kinder haben sofort Freude an ihrem neuen „Spielzeug“, doch der Vater traut Nils nicht. Um dies zu ändern, soll Nils eine schwierige Aufgabe lösen.
24. Uppsala: Während eines Fluges über die Stadt Uppsala entdeckt Lasse einen Studenten, welcher die Vögel vor seinem Fenster füttert. In der Hoffnung, auch was zu bekommen, fliegt er schließlich mit Nils und Krümel zu ihm. Dieser braucht aber bald selber Hilfe: Ein wertvolles Manuskript wurde vom Wind weggeweht, und alle Seiten wurden verstreut. Nun wollen die Vögel dem Studenten helfen, sie wiederzufinden.
25. Walpurgisnacht: Nils möchte gerne zur Walpurgisnacht. Als Akka es ihm nicht erlaubt, beschließt er kurzerhand, ein eigenes Feuer zu entfachen. Zwei Eulenkinder erschrecken so sehr, dass sie ihre Mutter aus den Augen verlieren. Um das wiedergutzumachen, sucht und findet Nils die Eulenkinder und bringt sie zu ihrer Mutter.
26. Schwanenkönig: Der Fuchs Smirre lockt die Wildgänse indirekt zu den Schwänen, welche in großer Not, aber sehr stolz sind, da sie groß und stark sind. Nach einem kurzen Kampf wendet sich das Blatt plötzlich positiv, und selbst Smirre bekommt seine Strafe.
27. Bataki in der Falle: Bataki war zu neugierig und ist nun in einer verlassenen Hütte eingesperrt. Aga, die Botschafterin, holt Nils, damit er ihn befreie. Während Nils ein Loch in die Hausmauer schlägt, erzählt Bataki ihm eine spannende Geschichte.
28. Der Schmied von Dalarna: Akka und ihre Schar fliegen über ein großes Fest bei dem Dorf Dalarna hinweg. Nils möchte es besuchen, und Akka erlaubt es ihm. Beim Schmiedeeisenwettkampf macht ein junger, netter und sorgfältiger Schmied mit. Damit die Pferde im nächsten Jahr von ihm beschlagen werden können, muss er gewinnen. Nils tut alles, um das zu ermöglichen.
29. Flügelschön und Goldauge: Daunenfein will unbedingt ihre Eltern besuchen und ihnen sagen, dass sie mit Martin zusammenbleiben will. Als sie dort ankommen, reagiert ihr Vater erbost. Hinzu kommen Flügelschön und Goldauge, Daunenfeins Schwestern. Sie unternehmen alles, damit sich Martin in sie verliebt. Die Folge endet mit einem spannenden Kampf zwischen Martin und einem Adler, und endlich ist der Vater zufrieden.
30. Der Kettenhund: Nachdem Nils und Krümel erfolgreich einen Apfel aus dem Wasser gefischt haben, verhindern sie, dass der Fuchs Smirre eine Schwanenschar angreift. Dieser wird wütend und jagt die beiden bis zu einem Bauernhof. Nils und Krümel bitten den angeleinten Kettenhund darum, ihnen zu helfen. Smirre weiß, dass dieser nicht weit kann, solange er angekettet ist und treibt seinen Spaß mit ihm. Da befreit Nils den Kettenhund und schafft es mit dessen Hilfe, Smirre anzuketten.
31. Der Geiger Clement: Als auf Akkas Wildgänseschar geschossen wird, fallen Nils und Krümel von Martins Rücken herunter, weil dieser vor Schreck zu hektisch fortflog. Der Jäger fischt Nils und Krümel aus dem Wasser und verkauft sie an einen Geiger. Als dieser bemerkt, wie unglücklich die beiden sind, lässt er sie frei.
32. Der Adler Gorgo: In der Hoffnung, jemand könnte Akka gesehen haben, gehen Nils und Krümel in einen Zoo, wo sie auf den Adler Gorgo treffen. Er erzählt ihnen, wie Akka ihn aufgezogen hat, nachdem seine Eltern nicht mehr wiederkamen. Nachdem Nils Gorgo befreit hat und mit ihm in Richtung Lappland losgeflogen ist, verbreitet sich diese Nachricht wie ein Lauffeuer. Als sie die immer noch suchenden Gänse erreicht, können sich endlich alle nach Lappland begeben.
33. Hunger: Nils hat großen Hunger. Doch immer, wenn er etwas Schmackhaftes gefunden hat, kommt ein Mensch oder der Fuchs Smirre, und Nils geht leer aus.
34. Die Neujahrsnacht der Tiere: Der Geiger Clement nimmt an einem Wettbewerb teil, wer die beste Geschichte erzählen kann. Zuerst wird die Geschichte von der Neujahrsnacht der Tiere erzählt. Als Beweisstück dient eine alte Bibel, die im Kampf gegen den Waldgeist teilweise verbrannt ist. Dann erzählt Clement die Geschichte von Nils Holgersson. Zuerst will ihm keiner glauben, aber als Nils und Krümel vor den Augen der Zuhörer aus Clements Tasche steigen und vom Adler Gorgo abgeholt werden, bekommt Clement den Preis.
35. Der Waldbrand: Krümel macht sich auf den Weg, den Wald zu erkunden. Dabei begegnet er einem Haselmauskind namens Max, mit dem er spielt. Kurz darauf entdeckt er einen Waldbrand und rennt los, um Nils zu warnen. Gerade als sie den sicheren Weg durch den Fluss einschlagen wollen, kommen die Eltern des Haselmauskindes. Sie haben es verloren. Nils rennt los, um den Kleinen zu retten – und wird vom Feuer umzingelt, als er ihn findet. Da kann nur noch Gorgo helfen.
36. Der Streit der Vögel: Gorgo, Nils und Krümel begegnen durch Zufall ein paar Vögeln, die sich darüber streiten, wo sie brüten sollen. Gorgo löst das Problem, indem er Lappland vorschlägt. Nun wird aber Krümel von Smirre entführt, doch Nils kann ihn im letzten Augenblick – mit Hilfe eines Maulwurfs – retten.
37. Der große Versteinerer: Nils hat einen seltsamen Traum: Der große Versteinerer (der den Winter repräsentiert) kämpft gegen die Sonne (welche den Frühling darstellt). Gerade, als der Versteinerer die Sonne besiegt, wird Nils geweckt.
38. Asa und Klein-Maats: Endlich in Lappland angekommen, steht schon das nächste Problem an: Asa und Klein-Maats sind bis nach Lappland gekommen, in der Hoffnung, hier ihren Vater zu finden. Nils hilft ihnen, und die Familie ist endlich wieder vereint.
39. Frühling in Lappland: Die Gänsedame Siri hat ein Problem: Sowohl Gusta als auch Lasse haben sich in Siri verliebt. Nun muss sie sich zwischen den beiden Verehrern entscheiden.
40. Das gestohlene Gänsekind: Als das letzte von Martins und Daunenfeins Kindern schlüpft, sieht es zuerst Nils und hält ihn für seine Mutter. Das Problem kann zwar behoben werden, aber von jetzt an heißt der Kleine Nilsson. Als der Fuchs Smirre ihn entführt, um an Nils heranzukommen, hat dieser eine Idee, um Nilsson zu befreien. Der Plan ist jedoch sehr riskant.
41. Sommer in Lappland: Nils entfernt sich immer mehr von der Gänseschar, ohne zu ahnen, dass Mittsommernacht ist. Akka macht sich Sorgen und geht ihn suchen. Sie findet ihn in einem großen Schlamassel: Er ist dafür verantwortlich, dass der Biberdamm gebrochen ist. Zur Strafe muss er helfen, alles wieder aufzubauen.
42. Die Finnen-Malin: Der Rabe Bataki bittet Nils um Hilfe: Seine (menschliche) Freundin, die Finnen-Malin, wird von allen anderen im Dorf verspottet, weil sie mit den Tieren spricht (sie kann die Sprache der Tiere allerdings nicht verstehen). Dank Nils wird sie endlich von den anderen akzeptiert.
43. Abschied von Gorgo: Gorgo will seine Mutter nicht erneut verlieren und deshalb mit den Gänsen mitfliegen. Als Nils Akka darum bittet, Gorgo mitzunehmen, erklärt sie sich einverstanden, da sie bemerkt hat, dass Gorgo heimlich zuhört. Am nächsten Morgen fliegt sie dennoch ohne ihn los, und Gorgo begreift: Akka will, dass er bis zum nächsten Jahr bleibt und ein richtiger Adler wird.
44. Der verzauberte Garten: Nils schleicht sich in ein eigentlich unbewohntes Herrenhaus namens Groß-Djulö in Södermanland. Doch in dieser Nacht ist es bewohnt: der ehemalige Besitzer Herr Karl – heute ein Geist – versucht, Nils dazu zu bringen, den Spaten in die Hand zu nehmen. Nils wird misstrauisch und läuft weg – eine weise Entscheidung, denn hätte er den Spaten berührt, so wäre der Geist frei gewesen und Nils gefangen.
45. Abenteuer in der Höhle: Martin, Nils und Krümel entdecken ein kleines Menschenkind, welches seine Familie verloren hat. Sie pflegen es und sorgen dafür, dass die Familie das Kind wiederfindet.
46. Der Handel mit den Möwen: Die Möwen sind verärgert: Die Menschen nehmen ihnen ihre Eier weg, obwohl die Möwen sie zu den Fischen führen. Aus Rache beschließen sie, dies nicht mehr zu tun. Langsam zerfällt das Dorf – bis Nils kommt und vermitteln kann.
47. Asa Thor und die Riesen: Als Nils sich in der Gegend von Jämtland aufhält, hört er dort durch Zufall die Sage über das Entstehen dieser Landschaft: Das Gelände auf dem sie sich befinden, soll früher steinig und alles andere als schön gewesen sein. Als die Riesen dann aber Asa Thor wütend machten, schleuderte er vor Wut alle Steine weg und schuf so die Hochebene.
48. Abschied von Smirre: Smirre verliebt sich in eine hübsche Fuchsdame. Nach einigen Problemen beschließen die beiden, zusammenzubleiben. Nils ist leicht traurig, da er die „Abenteuer“ mit Smirre sogar recht amüsant fand.
49. Eine schwere Entscheidung: Nachdem Martin Nils wieder einmal gerettet hat, erklärt Akka Nils die Bedingung des Wichtelmännchens: Um wieder groß zu werden, muss Martin geschlachtet werden. Nils ist so traurig und geschockt, dass er sich versteckt.
50. Das Gold auf der Schäre: Um Nils aufzumuntern, zeigt Akka ihm einen vergrabenen Piratenschatz bei einer Schäre, welchen er seinen Eltern schenken könnte, sollte er wieder groß werden. Doch Nils hat seine Entscheidung getroffen: Er bleibt ein Däumling und Martin am Leben.
51. Die Heimkehr: Akka bringt Nils zum Bauernhof seiner Eltern, damit Nils sich wenigstens verabschieden kann.
52. Der Abschied von den Wildgänsen: Als Martin mit seiner Familie auf dem Bauernhof in Västra Vemmenhög ankommt, bekommt Nils einen großen Schock: Sein Vater will Martin gleich schlachten. Nils rennt, um ihm zu helfen, was den Zauber aufhebt. So kommt es doch noch zu einem glücklichen Ende: Martin bleibt am Leben, und Nils ist wieder groß. Einzig der Abschied von den Wildgänsen fällt Nils schwer.

## Synchronisation
Die deutsche Synchronbearbeitung entstand unter der Gesamtleitung von Andrea Wagner. Für Dialogbuch und Bearbeitung zeichnete Ingeborg Grunewald verantwortlich.
| Charakter                                            | Japanischer Sprecher (Seiyū) | Deutscher Sprecher                                    |
| ---------------------------------------------------- | ---------------------------- | ----------------------------------------------------- |
| Erzählerin                                           | Minori Matsushima            | Dagmar Heller                                         |
| Nils Holgersson                                      | Mami Koyama                  | Philipp Brammer                                       |
| Nils’ Vater / Steinmarder                            | Masane Tsukayama             | Michael Gahr                                          |
| Nils’ Mutter                                         | Masako Ikeda                 | Doris Jensen                                          |
| Hamster Krümel (Carrot)                              | Tadashi Yamazaki             | Helga Anders                                          |
| Gänserich Morton/Martin                              | Yoshito Yasuhara             | Michael Rüth                                          |
| Gans Daunenfein                                      | Kumiko Takizawa              | Christa Häussler (1. Stimme) Inez Günther (2. Stimme) |
| Wichtelmännchen (Sprite)                             | Ryuji Saikachi               | Manfred Lichtenfeld                                   |
| Wildgans Akka                                        | Nobuko Terashima             | Mady Rahl                                             |
| Wildgans Gunnar                                      | Hideyuki Tanaka              | Peter Ehret                                           |
| Wildgans Ingrid                                      | Minori Matsushima            | Marina Köhler                                         |
| Wildgans Gusta                                       | Shigeru Chiba                | Fred Klaus                                            |
| Wildgans Lasse                                       | Kenichi Ogata                | Kurt Zips                                             |
| Wildgans Siri                                        | Yuneko Matsukane             | Monika John                                           |
| Fuchs Smirre (Lex)                                   | Kei Tomiyama                 | Jochen Striebeck                                      |
| Adler Gorgo                                          | Tesshô Genda                 | Michael Brennicke                                     |
| Storch Ermenrich / Hund Caesar                       |                              | Manfred Erdmann                                       |
| Huhn                                                 |                              | Christa Häussler                                      |
| Taube                                                |                              | Dirk Galuba                                           |
| Ratte / Eule / Bibervater / Ankündiger beim Dorffest |                              | Norbert Gastell                                       |
| Rabe Bataki                                          |                              | Elmar Wepper (1. Stimme) Peter Thom (2. Stimme)       |
| Rattenanführer Sven                                  |                              | Erich Ebert                                           |
| Karl XI                                              |                              | Horst Naumann                                         |
| Rosenbom / Riese / Asa Thor                          |                              | Herbert Weicker                                       |
| Otter / Haselmauskind Max / Biber Philipp            |                              | Michael Habeck                                        |
| Wetterhexe Isätter-Kajsa / Sonjas Großmutter         |                              | Alice Franz                                           |
| Obstverkäufer                                        |                              | Jan Odle                                              |
| Krähe Fummle Drummle / Marder                        |                              | Oliver Grimm                                          |
| Krähe Windeile                                       |                              | Hans Jürgen Diedrich                                  |
| Krähe Windkara                                       |                              | Monika Faber                                          |
| Lockvogel Jarrow                                     |                              | Willi Röbke                                           |
| Per Ola                                              |                              | Andreas Diehm                                         |
| Per Olas Mutter                                      |                              | Doris Jensen                                          |
| Per Olas Vater                                       |                              | Erich Ludwig                                          |
| Elchkalb Graufell                                    |                              | Pierre Franckh                                        |
| Elchkuh (Graufells Mutter)                           |                              | Margit Weinert                                        |
| Maus                                                 |                              | Marianne Wischmann                                    |
| Bärenvater / Fischer Asbjörn / Auerhahn / Schafbock  |                              | Wolfgang Hess                                         |
| Agar, die Botschafterin / Möwe                       |                              | Eva-Ingeborg Scholz                                   |
| Schwanenkönig Dagklar                                |                              | Michael Cramer                                        |
| Kurzer Jahrmarktbesucher                             |                              | Jochen Busse                                          |
| Langer Jahrmarktbesucher                             |                              | Erich Ludwig                                          |
| Schmied aus Wärmland                                 |                              | Wolf Goldan                                           |
| Schmied aus Haerrjaland                              |                              | Alexander Allerson                                    |
| Schmied aus Dalarna                                  |                              | Leon Rainer                                           |
| Gans Flügelschön                                     |                              | Viola Böhmelt                                         |
| Gans Goldauge                                        |                              | Simone Brahmann                                       |
| Gänserich Daunenfeins Vater                          |                              | Willi Röbke                                           |
| Adler / Kettenhund / Sonjas Vater                    |                              | Gernot Duda                                           |
| Geiger Clement                                       |                              | Peter Capell                                          |
| Max’ Vater                                           |                              | Eric P. Caspar                                        |
| Max’ Mutter                                          |                              | Eva-Maria Lahl                                        |
| Maulwurf                                             |                              | Michael Tietz                                         |
| Sonne                                                |                              | Ursula Traun                                          |
| Versteinerer                                         |                              | Otto Stern                                            |
| Asa                                                  |                              | Alexandra Ludwig                                      |
| Klein-Maats                                          |                              | Andreas Klein                                         |
| Asas und Klein-Maats’ Vater                          |                              | Eberhard Mondry                                       |
| Böttcher                                             |                              | Niels Clausnitzer                                     |
| Finnen-Malin                                         |                              | Ingeborg Lapsien                                      |
| Sonja                                                |                              | Irina Wanka                                           |
| Probst / Altes Pferd                                 |                              | Leo Bardischewski                                     |
| Baum                                                 |                              | Bruno W. Pantel                                       |
| Füchsin Tulpe                                        |                              | Manuela Renard                                        |
| Schaf                                                |                              | Erich Fritze                                          |
| Schäfer                                              |                              | Ulf-Jürgen Wagner                                     |
| Schäferhund                                          |                              | Arnulf Schumacher                                     |
| Bär                                                  |                              | Wolf Goldan                                           |
| Eule                                                 |                              | Walter Reichelt                                       |
| Bauer 2                                              |                              | Leon Rainer                                           |
| Möwe                                                 |                              | Christina Hoeltel                                     |
| Anke                                                 |                              | Marion Hartmann                                       |

## Comics
- Auf Grundlage der Fernsehserie erschien beim Bastei Verlag unter dem Titel Nils Holgersson von 1981 bis 1983 eine 56-bändige Comicserie. Die Zeichnungen stammten abwechselnd vom spanischen Studio Interpubli (Barcelona) und vom Münchner Atelier Roche.